# Sin restricciones
Sin restricciones es el segundo álbum de estudio del grupo musical argentino Miranda!, editado por Secsy Discos con colaboración del canal Locomotion, lanzado el 21 de septiembre de 2004. Fue producido por Eduardo Schmidt y Pablo Romero, ambos integrantes del grupo Árbol, mezclado en los estudios Panda de Buenos Aires, Argentina y masterizado en Los Ángeles, Estados Unidos, por Tom Baker.
Fue el gran éxito de su carrera, principalmente por incluir la canción «Don», que según el propio grupo fue el sencillo que les abrió las puertas a América. La frase "Es un solo, ¡es la guitarra de Lolo!", es referencia del grupo por toda América Latina.
En este disco se incluye a Nicolás «Monoto» Grimaldi como integrante oficial de la banda, quien se venía destacando en el bajo en las presentaciones en vivo hace más de un año, y que también había participado en algunos videos musicales anteriores de la banda. 
Con el disco ya lanzado, en diciembre de 2004 la banda firma con el sello Pelo Music, que en 2005 reeditó tanto Es mentira como Sin restricciones, que ya estaban agotados. También editó el CD-DVD En vivo sin restricciones!, grabado del concierto brindado en el teatro Gran Rex del mismo año. En julio de 2016 el álbum fue reeditado nuevamente por Sony Music.

## Lista de canciones
Todas las canciones fueron compuestas por Alejandro Sergi.

| N.º | Título        | Duración |  |
| 1.  | «Yo te diré»  | 3:27     |  |
| 2.  | «Don»         | 3:05     |  |
| 3.  | «Quiero»      | 3:47     |  |
| 4.  | «Vuelve a ti» | 3:00     |  |
| 5.  | «El profe»    | 2:59     |  |
| 6.  | «Otra vez»    | 3:05     |  |
| 7.  | «Tu gurú»     | 3:16     |  |
| 8.  | «Hoy»         | 3:19     |  |
| 9.  | «El agente»   | 2:49     |  |
| 10. | «Navidad»     | 3:13     |  |
| 11. | «Traición»    | 3:05     |  |
| 12. | «Uno los dos» | 3:44     |  |

## Formación
- Alejandro Sergi: Voz y programación.
- Juliana Gattas: Voz.
- Leandro Fuentes (Lolo): Guitarra.
- Nicolas Grimaldi (Monoto): Bajo.
- Bruno De Vincenti: Programación.

## Músicos adicionales
- Laura Bilbao: Metalofón en «Navidad».
- Pablo Romero: Guitarra acústica en «Navidad».
- Eduardo Schmidt: Minimoog en «Navidad».

## Ficha técnica
- Producido por Pablo Romero y Eduardo Schmidt.
- Mezclado por Demián Chorovicz en Estudios Panda.
- Asistente: Emiliano Cura.
- Masterizado por Tom Baker en Precision Mastering (Los Ángeles).

## Posicionamiento en listas
| Listas (2004)     | Mejor posición |
| ----------------- | -------------- |
| Argentina (CAPIF) | 10             |
| México (AMPROFON) | 11             |